# بنو ليث
بني ليث هم أحد فروع قبيلة كنانة الخندفية المضرية العدنانية.

## نسبهم
- يرجع نسب القبيلة إلى: ليث بن بكر بن عبد مناة بن كنانة بن خزيمة بن مدركة بن إلياس بن مضر بن نزار بن معد بن عدنان.

وهم أحد فروع قبيلة كنانة في الأردن وتسكن معهم في الأردن من فروع قبيلة كنانة كذلك قبيلة الضمور بني ضمرة وعشائر الكنانية.
ويجتمع مع نسب الرسول محمد علية أفضل الصلاة والسلام في كنانة بن خزيمة 
وقبيلة بني ليث تسكن اليوم شمال ليبيا وجنوب العراق والأردن ومصر.

## من أعلامهم
1. الصحابي أبو واقد الليثي الكناني
2. الصحابي أبو الطفيل الليثي الكناني
3. الصحابي كلاب بن أمية بن الأسكر الكناني صاحب قصة بر الوالدين
4. والي خراسان نصر بن سيار الليثي الكناني
5. طارق بن زياد بن عبد الله الليثي [2]
6. نصر بن عاصم الليثي يقال أنه أول من وضع النقاط على الحروف في اللغة العربية بأمر من الحجاج بن يوسف.

## وصلات خارجية
- قائمة قبائل العرب